# Operator wirtualny
Operator wirtualny, MVNO (od ang. mobile virtual network operator, operator wirtualnej sieci komórkowej) – podmiot gospodarczy oferujący swoim klientom usługi związane z telefonią komórkową na bazie infrastruktury telekomunikacyjnej należącej do innego operatora telekomunikacyjnego, zwanego w tym kontekście operatorem infrastrukturalnym.
W Polsce rynek operatorów wirtualnych rozwija się wolno: według danych Urzędu Komunikacji Elektronicznej w marcu 2014 ich udział w liczbie kart SIM wynosił około 0,8%.
Według stanu na 30 września 2016 r. udział MVNO w liczbie kart SIM wynosił ok. 1,7%.
Na świecie największym operatorem wirtualnym jest Lycamobile, który oferuje swoje usługi w dwudziestu dwóch państwach położonych na czterech kontynentach.

## Kwestie prawne i finansowe
Działalność operatorów wirtualnych w poszczególnych krajach regulują przepisy dotyczące lokalnych rynków telekomunikacyjnych. W Polsce, MVNO muszą działać zgodnie z ustawą Prawo komunikacji elektronicznej (w latach 2004-2024 obowiązywała ustawa Prawo telekomunikacyjne). Aby rozpocząć działalność jako MVNO należy złożyć w okręgowym oddziale UKE wniosek o wpis do „rejestru przedsiębiorców telekomunikacyjnych” zgodnie z przepisami art. 5 wyżej wymienionej ustawy. W ciągu tygodnia powinno się otrzymać zaświadczenie o wpisie do rejestru. Nie potrzeba dodatkowych zezwoleń ani koncesji, każdy przedsiębiorca telekomunikacyjny może rozpocząć działalność jako MVNO, po zawarciu odpowiedniej umowy z operatorem komórkowym, który zgodzi się udostępnić do tego celu swoją infrastrukturę teleinformatyczną.
Urząd Komunikacji Elektronicznej rozpoczął w 2007 roku konsultacje z zainteresowanymi uczestnikami rynku telekomunikacyjnego na temat kształtowania reguł dotyczących rozliczeń pomiędzy operatorami wirtualnymi i infrastrukturalnymi. Zarządy Polkomtelu, PTK Centertel oraz Polskiej Telefonii Cyfrowej przedstawiły podobne stanowiska. Wskazywały pełną swobodę umów pomiędzy MVNO a MNO jako najlepsze rozwiązanie. Argumentowały, że trudno byłoby tworzyć jakiekolwiek jednolite ramy warunków wzajemnych rozliczeń z operatorami wirtualnymi, ponieważ nie sposób objąć nimi wszystkich możliwych strategii i sytuacji w jakich chciałyby prowadzić działalność MVNO. Przekonywały, że taka próba ograniczałaby innowacyjność rozwiązań i strategii poszczególnych MVNO oraz rozwój konkurencyjności na rynku wirtualnych operatorów.
Obecnie nie ma żadnych reguł narzuconych przez UKE w związku z rozliczeniami pomiędzy operatorami infrastrukturalnymi i wirtualnymi. Każda umowa jest wynikiem negocjacji pomiędzy zainteresowanymi podmiotami i nie musi opierać się na wytycznych regulatora rynku telekomunikacyjnego.

## Modele biznesowe związane z działalnością MVNO
Podstawową zasadą związaną z działalnością operatora wirtualnego jest oferowanie swoim klientom usług na bazie wykupionych hurtowo usług hostingowych oferowanych przez operatorów infrastrukturalnych. Poszczególne MVNO różnią się jednak przyjętą strategią związaną z wybranym przez siebie modelem biznesowym. Poniżej podano kilka przykładów:
- Niektóre podmioty gospodarcze wchodzą na rynek z nową marką, nie kojarzoną z żadną inną działalnością. Często próbują zagospodarować jakąś niszę na rynku, szukają klientów wśród pewnej grupy społecznej, do której kierują akcję marketingową. Przykładem może być operator Mobilking, który swoje usługi określał jako „ofertę dla prawdziwych facetów” (wspierając się dodatkowo reklamami, uznawanymi przez niektóre środowiska za „seksistowskie”, operujące stereotypami na temat kobiet i mężczyzn). Jako usługi dodatkowe oferował tapety i MMSy o zabarwieniu erotycznym.
- Wiele firm posiada dobrze znaną na rynku markę zbudowaną dzięki działalności niezwiązanej z telekomunikacją. Mogą one jako wirtualny operator skierować swoją ofertę do dotychczasowych, stałych klientów oraz wykorzystać globalny zasięg swojej marki do pozyskania nowych. Zyski związane z MVNO nie są tutaj jedynym celem, chodzi także o wpływ na podstawowy obszar działalności, w którym generowana jest większość przychodów: powiększenie oferty, przywiązanie klientów itp. Na przykład płacąc kartą kredytową wydaną przez mBank można było otrzymać darmowe minuty jako klient operatora mBank Mobile, a robiąc zakupy w sieci Carrefour można było otrzymać darmowe minuty będąc klientem sieci Carrefour Mova.
- Są firmy, dla których działalność jako MVNO jest naturalnym rozszerzeniem ich dotychczasowej oferty. Można zaliczyć do nich operatorów stacjonarnych, innym przykładem jest Polsat, który oferuje usługi telefonii komórkowej jako Cyfrowy Polsat, operator sieci „Rodzinna Telefonia Komórkowa”. Obecnie są to usługi związane z przesyłaniem głosu i danych, w przyszłości telefonia może stać się dla niego kolejnym kanałem dystrybucji treści multimedialnych.

## Aspekty techniczne
Operatorzy wirtualni w zależności od przyjętego modelu działalności mogą korzystać w 100% z infrastruktury innego operatora lub posiadać niektóre elementy związane z komutacją i obsługą połączeń. Głównym czynnikiem charakteryzującym MVNO w kontekście używanej infrastruktury jest brak własnej sieci dostępowej i przyznanych częstotliwości.
Urząd Komunikacji Elektronicznej zaproponował trzy profile działalności wirtualnych operatorów w kontekście posiadanej przez nich infrastruktury teleinformatycznej:
- dostawca usług (ang. service provider) – nie posiada własnej infrastruktury sieciowej, zakresu numeracyjnego ani kart SIM. Może posiadać własny system billingowy.
- zaawansowany dostawca usług (ang. enhanced service provider) – posiada własny system billingowy oraz platformę usług dodanych. Ma możliwość zarządzania dostępem do poszczególnych usług dla swoich abonentów (baza HLR). Posiada własny zakres numeracyjny, indywidualny kod sieci (National Destination Code, NDC), dysponuje własnymi kartami SIM.
- pełen MVNO (ang. full MVNO) – posiada całą infrastrukturę telekomunikacyjną poza siecią radiową.

## Wirtualni operatorzy na rynku polskim
Szacuje się, że z końcem trzeciego kwartału 2016 roku pod markami operatorów sieci wirtualnych działało około 1 mln 6 tys. kart SIM (1,7% rynku), w tym w sieci:
- Orange – 6 tys. kart SIM
- Polkomtela – ok. 300 tys. kart SIM
- P4 – niecałe 700 tys. kart SIM.

Poniżej znajduje się lista operatorów wirtualnych (MVNO) oferujących usługi na terenie Polski oraz powiązanych z nimi operatorów infrastrukturalnych (MNO).

### Istniejący
| MVNO                                   | Marka                                                  | MNO                      | Data uruchomienia                                                                         |
| -------------------------------------- | ------------------------------------------------------ | ------------------------ | ----------------------------------------------------------------------------------------- |
| Netia                                  | Netia                                                  | Polkomtel                | 24 września 2008                                                                          |
| FM GROUP Mobile                        | FM GROUP Mobile                                        | Polkomtel                | 5 października 2009                                                                       |
| INEA                                   | Inea                                                   | P4                       | 18 stycznia 2010                                                                          |
| Vectra                                 | Vectra                                                 | P4                       | 23 sierpnia 2010 9 maja 2016                                                              |
| Toya                                   | TOYAmobilna                                            | P4                       | 13 grudnia 2010                                                                           |
| Lycamobile                             | Lycamobile                                             | Polkomtel                | 1 listopada 2011                                                                          |
| Polskie Sieci Cyfrowe Sp. z o.o.       | w naszej Rodzinie                                      | Polkomtel                | 3 grudnia 2011                                                                            |
| Virgin Mobile Polska Sp. z o.o.        | Virgin Mobile                                          | P4                       | 16 sierpnia 2012                                                                          |
| Sat Film Sp. z o.o. i Wspólnicy Sp. k. | Sat Film                                               | Polkomtel                | 21 września 2012                                                                          |
| Galena Sp. z o.o.                      | Mobilny telegrosik(wcześniej jako IZZI mobile, Tele25) | P4                       | 28 grudnia 2012 (Tele25) 30 września 2014 (IZZI mobile) 13 maja 2024 (Mobilny telegrosik) |
| Klucz Telekomunikacja Sp. z o.o.       | Klucz Mobile                                           | Polkomtel                | 17 kwietnia 2013                                                                          |
| Telestrada S.A.                        | Lajt Mobile (wcześniej jako White Mobile)              | Polkomtel, Orange Polska | 2 maja 2013 (White Mobile) 15 maja 2015 (Lajt Mobile)                                     |
| Telgam Mobile                          | Telgam                                                 | P4                       | 1 lutego 2018                                                                             |
| VikingCo Poland                        | Mobile Vikings                                         | P4                       | 4 grudnia 2013                                                                            |
| Multimedia Polska                      | multiMOBILE                                            | Polkomtel                | 7 stycznia 2014                                                                           |
| Premium Mobile Sp. z o.o.              | Premium Mobile                                         | Polkomtel                | 1 stycznia 2016                                                                           |
| ITI Neovision                          | Platforma CANAL+ (dawniej nc+ MOBILE)                  | P4                       | 30 marca 2016                                                                             |
| Nowa Telefonia                         | Moja GSM                                               | Polkomtel                | 24 października 2016                                                                      |
| Otvarta Sp. z o.o.                     | OTVARTA                                                | Polkomtel                | 1 marca 2018                                                                              |
| UPC Polska Sp. z o.o.                  | UPC                                                    | P4                       | 17 lipca 2019                                                                             |
| 4RE Sp. z o.o.                         | PHOX                                                   | Polkomtel                | 27 stycznia 2023                                                                          |
| Geckonet Sp. z o.o.                    | Geckonet                                               | Polkomtel                | 20 lutego 2023                                                                            |
| CROSSMOBILE Sp. z o.o.                 | Cross Mobile                                           | Polkomtel                | 29 września 2023                                                                          |

### Zlikwidowani
| MVNO                     | MNO                                                     | Data uruchomienia    | Data likwidacji      |
| ------------------------ | ------------------------------------------------------- | -------------------- | -------------------- |
| WPmobi                   | Orange Polska                                           | 29 sierpnia 2007     | 31 maja 2009         |
| MyAvon                   | Orange Polska                                           | 10 czerwca 2007      | 21 czerwca 2010      |
| 36.6                     | Polkomtel                                               | 6 czerwca 2008       | 13 maja 2011         |
| MixPlus                  | Polkomtel                                               | 1 sierpnia 2004      | 13 maja 2011         |
| Sami Swoi                | Polkomtel                                               | 1 sierpnia 2004      | 13 maja 2011         |
| Simplus                  | Polkomtel                                               | 3 czerwca 1998       | 13 maja 2011         |
| Tak Tak                  | T-Mobile Polska                                         | 3 czerwca 1998       | 5 czerwca 2011       |
| Orange POP               | Orange Polska                                           | 3 czerwca 1998       | 5 czerwca 2011       |
| Hyperfonia               | Orange Polska                                           | 29 lipca 2010        | 31 marca 2011        |
| GaduAIR                  | Polkomtel                                               | 18 maja 2009         | 31 października 2011 |
| ASTER Sp. z o.o          | Orange Polska                                           | 24 czerwca 2008      | 5 marca 2012         |
| Mobilking                | T-Mobile Polska                                         | 25 lutego 2008       | 16 maja 2012         |
| YOU&MNI                  | Polkomtel                                               | 19 października 2007 | 30 września 2012     |
| Carrefour Mova           | Polkomtel                                               | 9 kwietnia 2008      | 30 września 2012     |
| FreeM                    | Polkomtel                                               | 21 listopada 2010    | 30 września 2012     |
| DobryTel                 | Polkomtel oraz Teleena (w Holandii i Wielkiej Brytanii) | grudzień 2012        | 27 maja 2014         |
| mBank mobile             | Polkomtel                                               | 13 grudnia 2006      | 30 listopada 2014    |
| Simfonia, Mobilking mobi | Orange Polska                                           | 19 grudnia 2007      | 9 lutego 2015        |
| Lebara Mobile            | Polkomtel                                               | 1 grudnia 2013       | 31 marca 2015        |
| Vectone Mobile           | T-Mobile Polska                                         | styczeń 2015         | 1 października 2015  |
| Folx                     | P4                                                      | 1 grudnia 2017       | 30 września 2018     |
| Cyfrowy Polsat           | Polkomtel, Orange Polska, T-Mobile Polska, Aero2        | 30 czerwca 2008      | 12 kwietnia 2018     |
| Sferia                   | Polkomtel                                               | 17 lutego 2002       | 15 października 2018 |
| Diallo                   | Telefonia Dialog                                        | 1 lutego 2010        | 30 listopada 2018    |
| Rebtel                   | Polkomtel                                               | 7 czerwca 2018       | 3 stycznia 2019      |

### Inne marki operatorów infrastrukturalnych
| Marka           | MNO                                                                                                   | Data uruchomienia                                                     | Data likwidacji      |
| --------------- | --- | --------------------------------------------------------------------- | -------------------- |
| Heyah           | T-Mobile Polska                                                                                       | 26 lutego 2004                                                        |                      |
| tuBiedronka     | T-Mobile Polska                                                                                       | 19 stycznia 2009                                                      |                      |
| wRodzinie       | Aero2, Polkomtel                                                                                      | 11 lipca 2009                                                         |                      |
| Red Bull Mobile | PLAY (do 2023 - usługi są dalej świadczone obecnym klientom pod inną nazwą) T-Mobile Polska (od 2023) | 2 września 2011 (oferta sieci PLAY) 27 września 2023 (MVNO T-Mobile)  |                      |
| MTV Mobile      | T-Mobile Polska                                                                                       | 29 marca 2012                                                         | 11 października 2014 |
| Virgin Mobile   | P4 | 8 sierpnia 2012 (jako operator MVNO) 1 lipiec 2022 (jako submarka P4) |                      |
| nju mobile      | Orange Polska                                                                                         | 25 kwietnia 2013                                                      |                      |
| Plush           | Polkomtel                                                                                             | 9 września 2014                                                       |                      |
| Fakt Mobile     | P4 | 11 czerwca 2015                                                       |                      |
| a2mobile        | Premium Mobile Sp. z o.o. (wcześniej Aero2)                                                           | 7 września 2016                                                       |                      |